# 底特律下城
底特律下城是美國密歇根州底特律市中心的中央商務區和住宅區。市中心通常指西接M-10（洛奇高速公路）、北到75號州際公路、東到I-375以及南鄰底特律河的1.4平方英里地區。不過它也可能指大下城地區，這是一個7.2平方英里的區域，包括中城、科克敦、里弗敦和伍德布里奇等周邊社區。
城市的主幹道伍德沃德大道將下城與中城、新中心和北端連接起來。下城擁有許多歷史建築，包括著名的摩天大樓，包括文藝復興中心、佩諾布斯科特大廈、底特律中心一號和衛報大廈。歷史悠久的教堂、劇院和商業建築遍布下城的各個地區。下城擁有許多公園，其中包括通過國際河濱長廊相連的公園。其中心廣場是戰神校園公園。